# Araçari à collier
Pteroglossus torquatus
Espèce
Statut de conservation UICN

 LC  : Préoccupation mineure
L'Araçari à collier  (Pteroglossus torquatus) est une espèce d'oiseau de la famille des Ramphastidae.

## Habitat et répartition

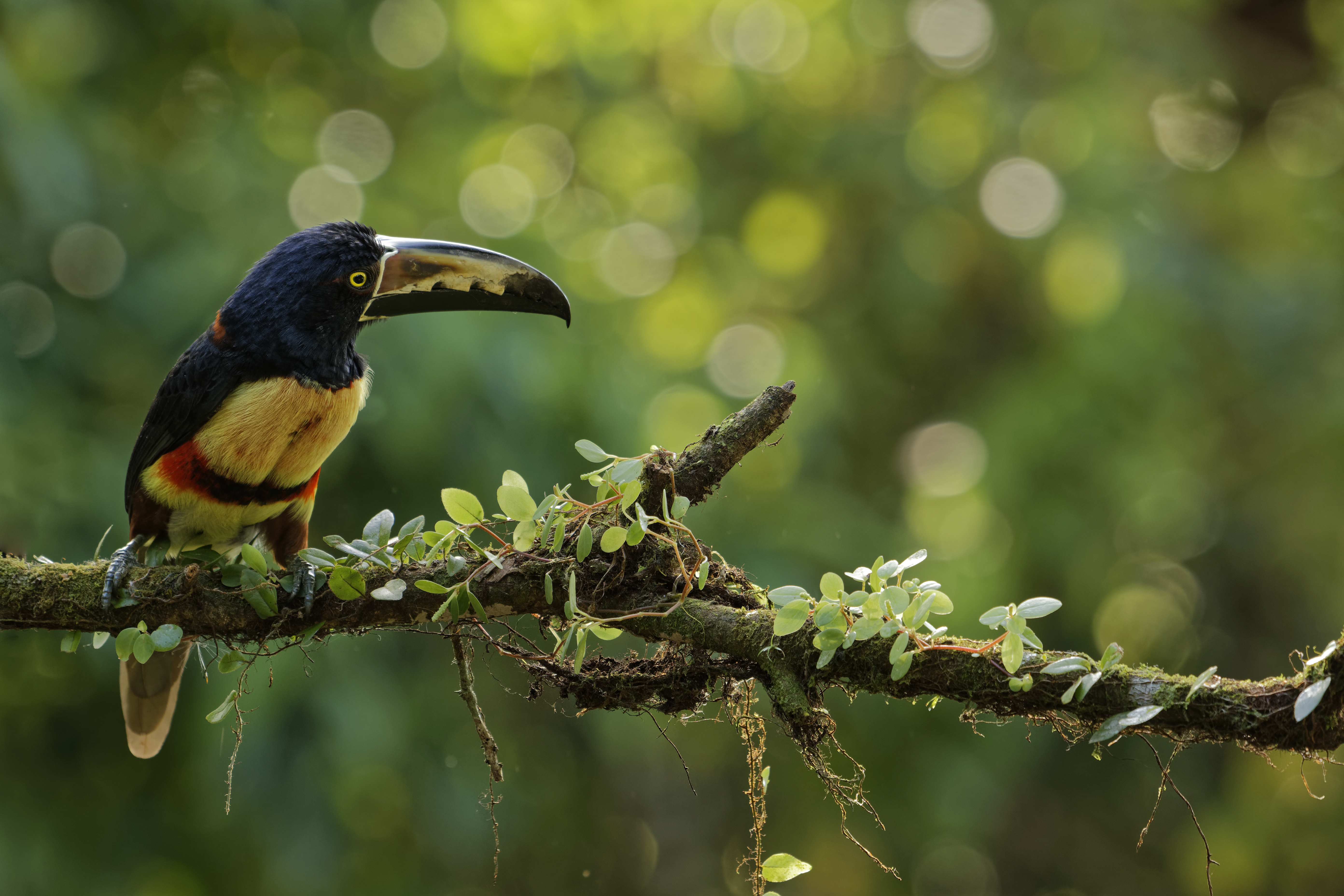
Araçari à collier au Costa Rica.

Son aire s'étend du sud du Mexique au nord de la Colombie et du Venezuela.

## Mensurations
Il mesure 43 – 48 cm. Son poids varie selon les sous-espèces.

## Alimentation
Il se nourrit des fruits de Bursera, Casearia, Ehretia, Ficus, Metopium toxiferum, Myrica etc.

## Sous-espèces
Cet oiseau est représenté par trois sous-espèces :
- Pteroglossus torquatus erythrozonus Ridgway, 1912 ;
- Pteroglossus torquatus nuchalis Cabanis, 1862 ;
- Pteroglossus torquatus torquatus (Gmelin, 1788).